# Kotaanyar (plaats)
Kotaanyar is een bestuurslaag in het regentschap Probolinggo van de provincie Oost-Java, Indonesië. Kotaanyar telt 3972 inwoners (volkstelling 2010).